# Vitalij Markovics Kaplan
Vitalij Markovics Kaplan (Moszkva, 1966. április 13. –) szovjet-orosz tudományos-fantasztikus író, irodalomkritikus, tanár, programozó.

## Élete
A moszkvai Állami Pedagógiai Intézet matematikai karán végzett, majd iskolában tanított. 1990 és 2003 között programozóként dolgozott. Művei jelentek meg az If, az Új világ és a Csillagok útja folyóiratokban. 2004 óta a Foma folyóiratnál dolgozik. Íróként a fantasztikus fikció mellett elsősorban az emberi kapcsolatok filozófiai és etikai aspektusai érdekli.

## Művei
- Ведьмин дом (Boszorkány háza) (1989)
- Корпус (Eset) (regény, 1991)
- Вирус (Vírus) (1996)
- В два хода (Két lépés) (1997)[1]
- Круги в пустоте (Körök az ürességben) (regény, 2002)
- Чужеземец (Idegen) (regény, 2005)
- Последнее звено (Az utolsó link) (regény, 2008)[2]
- Масть (Szín) (regény, 2014)

### Magyarul
- Más őrség / Szergej Lukjanyenko: Apró őrség / Vitalij Kaplan: Másféle a Másfélék között / Vitalij Kaplan: A korona; ford. Weisz Györgyi; Metropolis Media, Budapest, 2014 (Galaktika fantasztikus könyvek)
- Szergej Lukjanyenko–Vitalij Kaplan: Hajdani Őrség; ford. Egri Zsuzsanna; Metropolis Media, Budapest, 2019 (Galaktika fantasztikus könyvek)